# Thury (Côte-d’Or)
Thury – miejscowość i gmina we Francji, w regionie Burgundia-Franche-Comté, w departamencie Côte-d’Or.
Według danych na rok 1990 gminę zamieszkiwało 310 osób, a gęstość zaludnienia wynosiła 23 osoby/km² (wśród 2044 gmin Burgundii Thury plasuje się na 606. miejscu pod względem liczby ludności, natomiast pod względem powierzchni na miejscu 720.).